# Pematang Pelintahan
Pematang Pelintahan is een bestuurslaag in het regentschap Serdang Bedagai van de provincie Noord-Sumatra, Indonesië. Pematang Pelintahan telt 2462 inwoners (volkstelling 2010).